# Poul Schlüter
Poul Holmskov Schlüter (Tønder, 3 de abril de 1929 – 27 de maio de 2021) foi um político dinamarquês que serviu como primeiro-ministro da Dinamarca de 1982 a 1993.

## Biografia
Nascido em Tønder, sul da Jutlândia, estudou Direito na Universidade de Copenhague, onde se formou em 1957. Exerceu a advocacia a partir de 1960. Foi membro do Folketing, o parlamento da Dinamarca, de 1964 a 1994. Foi também presidente do Partido Popular Conservador, de 1974 a 1977 e de 1981 a 1993.
Em 1982, tornou-se o primeiro candidato de seu partido a ser escolhido primeiro-ministro, ocupando o posto até ser obrigado a renunciar, em janeiro de 1993, devido a  um escândalo conhecido como "Caso Tamil" (em dinamarquês, Tamilsagen), que envolvia o não atendimento a pedidos de asilo para reunião familiar, feitos por refugiados tâmeis da Guerra Civil do Sri Lanka. A reunião familiar é um direito assegurado pela legislação dinamarquesa.
Antes disso, Schlüter fora membro do Conselho da Europa, de 1971 a 1974, e chefe da delegação dinamarquesa no Conselho Nórdico, entre 1978 e 1979.
Morreu em 27 de maio de 2021, aos 92 anos de idade.